# السرار (بني حشيش)

تعديل مصدري - تعديل

السرار هي إحدى قرى عزلة الشرفة بمديرية بني حشيش التابعة لمحافظة صنعاء، بلغ تعداد سكانها 274 نسمة حسب تعداد اليمن لعام 2004.